# Quintino Gomes Freire
Quintino Gomes Freire (Rio de Janeiro, 27 de janeiro de 1979) é um jornalista, empresário e executivo brasileiro. Fundou o Diário do Rio em 2007 vendendo em 2018 parte para Cláudio André de Castro, diretor da Sérgio Castro Imóveis. 
É autor da coluna Bastidores do Rio, que trata de política e economia.

## Biografia
Nascido e criado na Praça Seca, estudou Direito na Universidade Candido Mendes entre 1997 e 2003, onde criou em 2002 o blog O Diarbinho para o Centro Acadêmico Rui Barbosa. Em 2007 cria como blog o Diário do Rio. 

### Carreira
Foi assessor do Prefeito do Rio de Janeiro Cesar Maia de 2005 a 2008 e depois subprefeito da Ilha do Governador no fim de 2008 . 
Em 2009 se torna diretor de mídias sociais da agência digital B5 especializada em Marketing Político . 
Entre 2010 e 2016 presta consultoria ao partido Democratas, também foi um dos responsáveis pelo mídia digital favorável ao Impeachment de Dilma Rousseff
Em 2018, com ajuda de Claudio André de Castro, transforma o Diário do Rio em um jornal dedicado ao Estado do Rio.
Em 2019 passa a fazer parte do Conselho do Instituto Rio21, think tank sobre o Rio de Janeiro .